# Manitook Mountain
Manitook Mountain, ou Manituck Mountain, est une montagne située dans la vallée du Connecticut, dans l'état du même nom (États-Unis), et faisant partie de Metacomet Ridge. Le sommet s'élève à 194 mètres d'altitude en son point le plus élevé.

## Géographie

### Topographie
Manitook Mountain s'élève abruptement à 120 mètres de hauteur, à mi-chemin entre la vallée du Connecticut et les monts Berkshire. Elle s'étend sur 2,6 kilomètres de long. Elle est composée de plusieurs sommets distincts dont le plus haut culmine à 194 mètres d'altitude. Elle se situe intégralement sur le territoire de Granby, immédiatement au sud de la limite avec le Massachusetts. Elle paraît particulièrement proéminente vue depuis les Congamond Lakes au nord.

### Hydrographie
Les eaux du versant septentrional de la montagne s'écoulent dans les Congamond Lakes, émissaires du Great Brook puis de la Westfield, affluent du Connecticut qui se jette dans l'océan Atlantique au Long Island Sound. Les autres versants appartiennent au bassin du Salmon Brook qui alimente la rivière Farmington, autre affluent du fleuve.

### Géologie
Manitook Mountain, comme la plus grande partie de Metacomet Ridge, est composée de basalte, une roche volcanique. Elle s'est formée à la fin du Trias lors de la séparation de la Laurasia et du Gondwana, puis de l'Amérique du Nord et de l'Eurasie. La lave émise au niveau du rift s'est solidifiée en créant une structure en mille-feuille sur une centaine de mètres d'épaisseur. Les failles et les séismes ont permis le soulèvement de cette structure géologique caractérisée par de longues crêtes et falaises.

### Écosystème
La combinaison des crêtes chaudes et sèches, des ravines froides et humides et des éboulis basaltiques est responsable d'une grande variété de microclimats et d'écosystèmes abritant de nombreuses espèces inhabituelles pour la région. Manitook Mountain est un important corridor migratoire saisonnier pour les rapaces.

## Menaces et protections environnementales
La principale menace qui pèse sur l'écosystème unique de Manitook Mountain est l'étalement périurbain. En 2007, la montagne restait malgré tout très largement boisée et vierge de toute construction. Le Granby Land Trust gère plusieurs propriétés sur et autour de la montagne.